# Heinz Meyer
Heinz Meyer (ur. 9 kwietnia 1916 w Magdeburgu, zm. 22 września 1987 w Viersen). Niemiecki oficer w stopniu majora, Jeden ze zdolniejszych niemieckich spadochroniarzy w czasie II wojny światowej.

## Odznaczenia
- Krzyż Niemiecki – złoty (21 czerwca 1943)
- Krzyż Żelazny
  - II klasa
  - I klasa
- Krzyż Rycerski Krzyża Żelaznego z Liśćmi Dębu
  - Krzyż Rycerski - (8 kwietnia 1944)
    - 654. odznaczony Liśćmi Dębu - (18 listopada 1944)